# Estabilidad direccional

Una aeronave con los tres casos de estabilidad estática: Estable, inestable y neutro.

La estabilidad direccional o lateral-direccional trata sobre la estabilidad de un cuerpo o vehículo en movimiento sobre un eje perpendicular a su dirección de movimiento. La estabilidad de un vehículo es la capacidad para regresar a su posición original cuando es perturbado por el medio en el que se encuentra (agua, aire, superficie de carretera, etc.) y las fuerzas lo hacen moverse (girarse) con respecto a su dirección original. Si un vehículo es estable direccionalmente, cada vez que es perturbado por el medio se crea un momento recuperador que es opuesto a la dirección a la que trata de ser desplazado. Este momento "empuja" al vehículo con intención de devolverlo a su orientación original, y por ello el vehículo siempre tenderá a mantenerla.
La estabilidad con respecto al eje de la dirección del movimiento se denomina estabilidad longitudinal.

## Estabilidad estática
Cuando un vehículo se mueve, estará sujeto a cambios menores en las fuerzas que actúan sobre él, y en su velocidad.
- Si este cambio causa otros cambios que tienden a restaurar el vehículo a su velocidad y orientación original sin que ninguna máquina o humano actúe, se dice que el vehículo es estáticamente estable. La aeronave tiene una estabilidad positiva.
- Si este cambio causa otros cambios que tienden a alejar al vehículo de estas condiciones, se dice que es estáticamente inestable. La aeronave tiene una estabilidad negativa.
- Si por otra parte el cambio ni restaura la velocidad ni la orientación original, ni tampoco hace que se aleje de estas condiciones, se dice que es estáticamente neutro. La aeronave tiene una estabilidad de cero.

Para que un vehículo posea una estabilidad estática positiva, no es necesario que tanto su velocidad como su orientación vuelvan a su estado original exacto. Es suficiente con que estos dos valores no diverjan y que muestren por lo menos un pequeño cambio que los intente llevar a las condiciones iniciales.

## Estabilidad direccional estática en Aeronaves
De forma simplificada, el sistema de referencia utilizado en las aeronaves para el estudio de la estabilidad es: el eje {\displaystyle X_{s}} se toma dentro del plano de simetría del avión pero siguiendo la inclinación del vector velocidad (positivo en la dirección del movimiento), el eje {\displaystyle Y_{s}} es perpendicular a este positivo en la dirección del ala derecha y el eje {\displaystyle Z_{s}} completa el triedro positivo hacia abajo (para más información, véase Ejes del avión).
En este caso, existen dos ejes sobre los cuales el cuerpo puede girar dentro del problema lateral-direccional: el eje {\displaystyle X_{s}} (roll o alabeo) y el eje {\displaystyle Z_{s}} (yaw o guiñada).
Existen distintas variables que son muy útiles para estudiar este problema, como son el ángulo entre el morro del aeronave y la corriente incidente dentro del plano simetría del aeronave {\displaystyle X_{s}}-{\displaystyle Z_{s}} (ángulo de ataque, {\displaystyle \alpha }), y el ángulo de resbalamiento ({\displaystyle \beta }), que es el ángulo entre el morro y la corriente medido en el plano {\displaystyle X_{s}}-{\displaystyle Y_{s}}.
También es necesario conocer los ángulos de deflexión de las superficies de control: {\displaystyle \delta _{a}} para los alerones o ailerons y {\displaystyle \delta _{r}} para el timón de dirección o rudder (para más información, véase Mandos de vuelo).
Normalmente, una aeronave en vuelo rectilíneo y uniforme no supone un problema lateral-direccional, sino que este surge cuando existe una distribución de empuje asimétrica, un vuelo en condiciones de resbalamiento no nulas ({\displaystyle \beta } ≠ 0), pesos asimétricos colgando de las alas... y, en definitiva, cualquier condición de vuelo que haga que al aeronave cambiar su actitud dentro de los planos anteriormente mencionados.

### Análisis del problema lateral-direccional
Para el análisis se tienen en cuenta tres magnitudes: {\displaystyle Y}, la fuerza lateral, {\displaystyle {\mathcal {L}}}, el momento de alabeo y {\displaystyle N}, el momento de guiñada.

Tras su normalización, quedan: 

{\displaystyle C_{Y}={\frac {Y}{{\frac {1}{2}}\rho v^{2}S}}}

{\displaystyle C_{\mathcal {L}}={\frac {\mathcal {L}}{{\frac {1}{2}}\rho v^{2}Sb}}}

{\displaystyle C_{N}={\frac {N}{{\frac {1}{2}}\rho v^{2}Sb}}}

donde {\displaystyle {\frac {1}{2}}\rho v^{2}} es la presión dinámica, {\displaystyle S} es la superficie alar del avión y {\displaystyle b} es la envergadura del ala.
A la hora de resolver un problema lateral-direccional, se deberán resolver un sistema de ecuaciones de equilibrio dinámico en estas tres variables:

{\displaystyle \sum {\vec {F}}_{y}=0}

{\displaystyle \sum {\vec {M}}_{\mathcal {L}}=0}

{\displaystyle \sum {\vec {M}}_{N}=0}

Del cual se deben despejar las variables lateral-direccionales.

#### Fuerza lateral
Existen varias causas por las que pueden crearse fuerzas laterales que traten de desestabilizar a la aeronave.
Cuando hay resbalamiento ({\displaystyle \beta } ≠ {\displaystyle 0}), el aire incidirá en el estabilizador horizontal con un ángulo {\displaystyle \beta -\alpha _{v}}, siendo {\displaystyle \alpha _{v}} el ángulo de ataque de éste. Debido a esa diferencia angular, se genera una fuerza lateral que trata de empujar al estabilizador.

Debido a la deflexión del timón de dirección ({\displaystyle \delta _{r}} ≠ {\displaystyle 0}) se produce un efecto muy parecido, al existir un cambio de ángulo de ataque y crearse una fuerza lateral que empuja, esta vez, al rudder.

#### Momento de alabeo
Debido al resbalamiento, se puede crear un momento de alabeo si las alas de la aeronave tienen un ángulo de diedro {\displaystyle \Gamma }, esto es, un ángulo de inclinación con respecto al plano {\displaystyle X_{s}-Y_{s}}. Al incidir el aire con un ángulo de resbalamiento {\displaystyle \beta }, se crea una distribución asimétrica de sustentación, creando así un momento de alabeo.

Existe un efecto parecido cuando las alas tienen flecha {\displaystyle \Lambda }, esto es, un ángulo de inclinación con respecto al plano {\displaystyle Y_{s}-Z_{s}}. Debido al ángulo de resbalamiento, se crea una distribución asimétrica de sustentación de nuevo al ser la velocidad del fluido mayor en un semi-ala que en la otra.

La fuerza lateral que se crea en el estabilizador vertical mencionada en el apartado anterior también puede producir un momento de alabeo apreciable si la distancia del centro de gravedad del estabilizador y del aeronave están suficientemente lejos.

Además, la posición relativa de las alas con respecto al fuselaje también son capaces de generar momentos.

La fuerza lateral creada por deflexión del timón de dirección también puede crear un momento de alabeo apreciable si la distancia del centro de gravedad del rudder y del aeronave están suficientemente lejos.

#### Momento de guiñada
Al igual que en los anteriores casos, el resbalamiento también es capaz de crear momentos de guiñada.
Si las alas tienen ángulo de flecha, debido al ángulo de flecha {\displaystyle \Lambda } se crea una distribución asimétrica de resistencia aerodinámica, provocando así un momento de guiñada.

También, debido a la fuerza creada por la deflexión de estela lateral-direccional, se crea un momento de guiñada por la distancia entre el centro de gravedad de la aeronave y del estabilizador vertical.

Además, en aeronaves pequeñas de hélice, el efecto del aire en los alrededores de la hélice es relevante, este efecto también genera una fuerza lateral y por consiguiente, un momento de guiñada.

Debido a la deflexión de los alerones ({\displaystyle \delta _{a}} ≠ {\displaystyle 0}), se crea una distribución asimétrica de sustentación, la cual a su vez crea una distribución asimétrica de resistencia inducida, con lo cual se genera un momento de guiñada. A este efecto se le llama guiñada adversa.

Por la fuerza generada al deflectar el timón de dirección, también se genera un momento de guiñada debido a la distancia entre el centro de gravedad del aeronave y del timón.